# マーケット郡 (ミシガン州)
マーケット郡（英: Marquette County）は、アメリカ合衆国ミシガン州のアッパー半島にある郡。人口は6万6017人（2020年）。郡庁所在地はマーケットであり、同郡で人口最大の都市である。マーケット郡は陸地面積では州内最大であり、アッパー半島では人口最大の郡である。

## 地理
郡内にはヒューロン山地がある。アメリカ合衆国国勢調査局に拠れば、郡域全面積は3,425.17平方マイル (8,871.1 km2)であり、このうち陸地1,821.05平方マイル (4,716.5 km2)、水域は1,604.12平方マイル (4,154.7 km2)で水域率は46.83%である。

### 主要高規格道路
- アメリカ国道41号線
- ミシガン州道28号線
- ミシガン州道35号線
- ミシガン州道94号線
- ミシガン州道95号線
- ミシガン州道553号線

マーケット郡主要道路図

郡内の州道の総延長は169.42マイル (272.66 km) あり、これに加えてマーケット郡道路委員会が郡道492号線など総延長283.85マイル (456.81 km) の主要郡道と、同988.25マイル (1,590.43 km) の補助郡道を維持している。この道路委員会はミシガン州交通省との契約で州幹線の除雪なども行っている。また郡道595号線を数年の内に建設する計画を策定している。

### 隣接する郡
- アルジャー郡 - 東
- デルタ郡 - 南東
- メノミニー郡 - 南
- ディキンソン郡 - 南
- アイアン郡 - 南西
- バラガ郡 - 西
- ホートン郡 - 北西、スペリオル湖の対岸
- キーウィーノー郡 - 北、スペリオル湖の対岸

### 国立保護地域
- ハイアワサ国立の森（部分）
- ヒューロン国立野生生物保護区
- オタワ国立の森（部分）

## 大学
マーケット市にある北ミシガン大学は1899年に設立された4年制大学である。学生数は9,000人を超えており、学士、准学士、修了証、さらには修士などを取得させるために100以上の教科を教えている。その教育学習対話プログラムは国内でも最大級のものであり、学生全員にIBMのThinkPadあるいはAppleのMacBookを与えている。キャンパスには世界最大の木製ドームであるスペリオル・ドームがある。国内に4つしかなく、大学では1つしかないオリンピック訓練施設であるアメリカ合衆国オリンピック教育センターがある。幾つかのスポーツの運動選手は奨学金を得ながら訓練施設を使うことができる。例えば、男女の重量挙げ、ボクシング、男女のスピードスケート、グレコローマンスタイルレスリング、女子のフリースタイルレスリングがある。

## 人口動態
以下は2000年の国勢調査による人口統計データである。
| 基礎データ - 人口: 64,634人 - 世帯数: 25,767 世帯 - 家族数: 16,490 家族 - 人口密度: 14人/km2（36人/mi2） - 住居数: 32,877軒 - 住居密度: 7軒/km2（18軒/mi2） 人種別人口構成 - 白人: 95.12% - アフリカン・アメリカン: 1.32% - ネイティブ・アメリカン: 1.49% - アジア人: 0.49% - 太平洋諸島系: 0.02% - その他の人種: 0.25% - 混血: 1.31% - ヒスパニック・ラテン系: 0.69% 先祖による構成 - フィンランド系：21.2% - ドイツ系：12.0% - イギリス系：10.6% - フランス系：9.0% - イタリア系：8.1% - アイルランド系：6.6% - スウェーデン系：6.0% 言語による構成 - 英語：96.0％ - フィンランド語：1.6％ - スペイン語：1.0％ | 年齢別人口構成 - 18歳未満: 21.4% - 18-24歳: 13.6% - 25-44歳: 26.9% - 45-64歳: 24.6% - 65歳以上: 13.5% - 年齢の中央値: 38歳 - 性比（女性100人あたり男性の人口） - 総人口: 100.9 - 18歳以上: 100.1 世帯と家族（対世帯数） - 18歳未満の子供がいる: 28.6% - 結婚・同居している夫婦: 51.3% - 未婚・離婚・死別女性が世帯主: 8.9% - 非家族世帯: 36.0% - 単身世帯: 28.9% - 65歳以上の老人1人暮らし: 10.5% - 平均構成人数 - 世帯: 2.35人 - 家族: 2.90人 収入と家計 - 収入の中央値 - 世帯: 35,548米ドル - 家族: 46,281米ドル - 性別 - 男性: 36,431米ドル - 女性: 23,609米ドル - 人口1人あたり収入: 18,070米ドル - 貧困線以下 - 対人口: 10.9% - 対家族数: 6.0% - 18歳未満: 11.2% - 65歳以上: 6.4% |

## 郡政府
郡政府は郡監獄とKIソーヤー国際空港の運営、地方道の維持、地方裁判所の運営、権利譲渡と抵当権設定記録など重要記録の維持、公衆衛生規制の管理、福祉など社会サービスの項目で州の施策への参加を行う。郡政委員会は予算を管理するが、法や条例を作るのは限定付き権限である。ミシガン州では、警察と消防、建設と区画割、税評価、街路維持など地方政府の大半機能は個々の都市と郡区の責任である。

## 歴史銘板
郡内には下記10個の歴史銘板がある。
- クリフス・シャフト鉱山
- ダンデリオン・コテージ
- マルケット神父公園
- アッパー半島最初の蒸気鉄道
- イシュペミン: 歴史あるスキー場
- ジャクソン鉱山
- マーケット郡庁舎
- マーケット・アイアン・レンジ
- 北ミシガン大学
- サム・コホダスのロッジ

## 郡区
マーケット郡は下記19の郡区に分割されている。
| - チャンピオン - ショコレイ・チャーター - イーライ - ユーイング - フォーサイス | - ハンボルト - イシュペミン - マーケット - ミシガム - ニゴーニー | - パウェル - リパブリック - リッチモンド - サンズ - スカンディア | - ティルデン - ターリン - ウェルズ - ウェストブランチ |

## 都市と町
- イシュペミン
- マーケット - 郡庁所在地
- ニゴーニー

### 未編入の町
| - アーノルド - ビッグベイ - カールシェンド - グウィン | - ハーベイ - K・I・ソーヤー空軍基地 - ミシガム - パーマー | - リパブリック - スオミ - トロウブリッジパーク - ウェストイシュペミン |